# Centro Giovani Calciatori Viareggio
 (novembre 2016).
Si vous disposez d'ouvrages ou d'articles de référence ou si vous connaissez des sites web de qualité traitant du thème abordé ici, merci de compléter l'article en donnant les références utiles à sa vérifiabilité et en les liant à la section « Notes et références ».
Maillots
Le CGC Viareggio ou Centro Giovani Calciatori est un club italien de rink hockey basé à Viareggio, en Toscane. Il a été fondé le 20 novembre 1947.

## Palmarès
- Supercoupe d'Italie
  - 2013
- Championnat d'Italie
  - 2010-2011
- Coupe d'Italie
  - 2010-2011